# 太井村 (埼玉県)
太井村（おおいむら）は埼玉県の北部、北埼玉郡に属していた村。

## 地理
- 河川：元荒川

## 歴史
もとは江戸期より存在した太井村であった。地名の由来は荒川から用水を引く際に築いた大堰に因むと云われている。
- 1871年（明治4年） - 埼玉県に所属する。
- 1879年（明治12年） - 北埼玉郡に所属する。
- 1889年（明治22年）4月1日 - 町村制施行により、太井村、棚田村、門井村、北新宿村が合併し北埼玉郡太井村が成立する[1]。
- 1955年（昭和30年）9月30日 - 熊谷市、行田市、北足立郡吹上町へ分割編入され消滅[1][2]。大字は各市町に継承された。
  - 大字太井は熊谷市へ編入。
  - 大字棚田、門井は行田市へ編入。
  - 大字北新宿は吹上町へ編入。
- 2005年（平成17年）10月1日 吹上町が北埼玉郡川里町とともに鴻巣市に編入される。